# Wataru Inoue
Wataru Inoue (井上 亘 Inoue Wataru?) (27 de julio de 1973) es un luchador profesional retirado japonés, conocido por su carrera en New Japan Pro Wrestling.

## En lucha
- Movimientos finales
  - Spear of Justice[1] (Spear)
  - Triangle Lancer[1][2] (Flying fneeling stepover headhold armbar, a veces derivado en rolling cradle pin)[2]
  - Final Lancer[1] (Indian deathlock stepover headhold armbar)
  - Staggerin' Blow[1][2] (Cross-legged fisherman brainbuster)
  - Oración Flame[1][2] (Cross-legged sitout scoop slam piledriver)

- Movimientos de firma
  - Belly to back suplex[2]
  - Bridging German suplex[2]
  - Brainbuster[1]
  - Diving elbow drop
  - Diving moonsault
  - Fisherman brainbuster
  - Inverted Indian deathlock
  - Plancha
  - Octopus hold[1]
  - Running elbow smash

- Apodos
  - "Mr. High Tension"[1]

## Campeonatos y logros
- New Japan Pro Wrestling
  - IWGP Junior Heavyweight Championship (1 vez)
  - IWGP Junior Heavyweight Tag Team Championship (1 vez) - con Koji Kanemoto
  - IWGP Tag Team Championship (1 vez) - con Yuji Nagata
  - Best of the Super Juniors (2008)
  - G1 Tag League (2010) - con Yuji Nagata

- Pro Wrestling Illustrated
  - Situado en el Nº145 en los PWI 500 de 2011